# Kell ott fenn egy ország
A Kell ott fenn egy ország Sztevanovity Zorán 1994 novemberében megjelent maxi CD-je.

## Történet
A lemez négy felvételt tartalmaz, az összes angol nyelvű dalok feldolgozása. A címadó dal kivételével valamennyi megjelent már korábban más lemezeken: a Szép holnap és a Volt egy tánc élő felvétel, az 1993-as Az elmúlt 30 év című koncertlemezről (eredetileg az 1987-es Szép holnap és az 1991-es Az élet dolgai című albumról). A True Love egy duett Auth Csillával, az 1994-es Calypso duett album című lemezről.

## Dalok
Dusán a dalszövegeket szokása szerint meglehetősen szabad fordításban adja vissza magyarul, a dalok tartalma csak kisebb-nagyobb mértékben egyezik meg az eredeti dalokéval.
1. Szép holnap (Mark Knopfler: Why Worry; fordította: Sztevanovity Dusán) – 4:58
2. Volt egy tánc (Leonard Cohen: Take This Waltz; fordította: Sztevanovity Dusán) – 6:19
3. True Love (Cole Porter) – 3:36
4. Kell ott fenn egy ország (Chris Rea: Tell Me There's a Heaven; fordította: Sztevanovity Dusán) – 5:54

Teljes játékidő: 20:47

## Külső hivatkozások
- Zorán honlapja